# Hend Sabri
Pour les articles homonymes, voir Sabri.
Hend Sabri (arabe : هند صبري), née le 20 novembre 1979 à Tunis, est une actrice tunisienne, qui a également obtenu la nationalité égyptienne.

## Biographie

### Études et famille
Ancienne élève du lycée Pierre-Mendès-France de Tunis, Hend Sabri est titulaire d'une maîtrise et d'un DEA en droit de la faculté de droit de l'université de Tunis. Elle devient ensuite avocate auprès de la cour d'appel de Tunis.
Hend Sabri est fiancée un temps à l'acteur syrien Bassel Khaiat (en),.
En mars 2008, elle se marie à l'homme d'affaires égyptien Ahmed Sherif. Le mariage a lieu au palais Kobbet El Nhas, situé à La Manouba. Ils sont parents de deux filles prénommées Alia et Laila ; la famille réside au Caire.

### Carrière
Elle tourne dès 1994 dans divers films tunisiens tels que Les Silences du palais et La Saison des hommes de Moufida Tlatli, Poupées d'argile de Nouri Bouzid ou La Librairie de Nawfel Saheb-Ettaba. Elle reçoit le prix d'interprétation féminine pour son rôle de la jeune Alia dans Les Silences du palais aux Journées cinématographiques de Carthage en 1994.
Résidant désormais en Égypte, elle tient des rôles dans des films égyptiens comme Journal d'une adolescente (2001) d'Inas Al Deghidi, État d'amour de Saad Hindawi et L'Immeuble Yacoubian de Marwan Hamed, aux côtés d'Adel Imam. Elle remporte le 26 mars 2005 le prix de la meilleure actrice de l'Union des journalistes égyptiens pour son rôle dans Les Meilleurs moments de Hala Khalil. Elle joue par la suite dans Whatever Lola Wants aux côtés de Hichem Rostom (2007).
En 2005, Hend Sabri est membre du jury de la cinquième édition du Festival international du film de Marrakech.
En 2009, elle obtient un rôle dans la série tunisienne Maktoub du réalisateur Sami Fehri et du scénariste Tahar Fazaa, aux côtés de Dhafer El Abidine et Mohamed Driss. La même année, elle est membre du jury de la troisième édition du Festival international du film d’Abu Dhabi, dans la catégorie « Film documentaire ».
Hend Sabri joue dans deux feuilletons radiophoniques aux côtés de l'acteur égyptien Mohamad Héneidi en 2010 et 2011.
En 2010, elle connaît un grand succès avec la série égyptienne Ayza Atgawez (I Want to Get Married) diffusée durant le ramadan.
En 2014, elle est la co-scénariste avec Ghada Abdel Aal (en) de la série égyptienne Embratoreyet Meen (Whose Empire?) ; cette série suit la vie d'une famille égyptienne résidant à l'étranger et dont les parents, pris d'une soudaine nostalgie, décident de retourner vivre en Égypte. Une fois arrivés au pays, Amira (interprétée par Hend Sabri), Sami et leurs enfants se retrouvent cependant confrontés à une série de situations imprévues.
Hend Sabri est élevée au rang de Chevalier des Arts et des Lettres le 11 décembre 2014 à Paris, une décoration décernée par l’État français sur une proposition du ministère de la Culture.

### Mannequinat
En 2010, Hend Sabri devient l'égérie pour le Moyen-Orient de la marque L'Oréal ; elle tourne plusieurs spots publicitaires pour la marque de cosmétique Garnier.
Elle a fait la couverture de nombreux magazines : Tunivisions, Layalena Magazine, Sayidaty (en), eniGma Magazine, Voyager, Euphoric Magazine, What Women Want... Magazine, Charisma Magazine, Zahrat Al Khaleej, Nesma Magazine et Kelmetna Magazine.

### Engagements
En 2010, sur le réseau social Facebook, elle participe à la campagne The Uprising of Women in the Arab World (Le soulèvement des femmes dans le monde arabe) qui promeut l'égalité des genres en accord avec la Déclaration universelle des droits de l'homme, appelle à accorder la liberté, l'indépendance et la sécurité aux femmes arabes. Hend Sabri s'engage également dans différentes causes sociales et humanitaires, notamment aux côtés du Programme alimentaire mondial des Nations unies.
Après l'attaque du musée du Bardo, Hend Sabri lance sur les réseaux sociaux une campagne de promotion pour la Tunisie, intitulée Visit Tunisia. Dhafer El Abidine, Dorra Zarrouk, Feriel Graja, Latifa Arfaoui et l'actrice égyptienne Ilham Chahine participent à la vidéo.

## Filmographie

### Cinéma

#### Longs métrages tunisiens
- 1994 : Les Silences du palais de Moufida Tlatli
- 2000 : La Saison des hommes de Moufida Tlatli
- 2001 : La Librairie de Nawfel Saheb-Ettaba
- 2002 : Poupées d'argile de Nouri Bouzid
- 2016 : Fleur d'Alep de Ridha Béhi : Salma
- 2019 : Noura rêve de Hinde Boujemaa
- 2023 : Les Filles d'Olfa de Kaouther Ben Hania

#### Longs métrages égyptiens
- 2001 :
  - Journal d'une adolescente d'Inas Al Deghidi
  - Le Citoyen, l'indic et le voleur de Daoud Abdel Sayed
- 2003 :
  - Ayez Haqqi d'Ahmed Nader Galal
  - Izzay Tekhalli El Banat Tehibbak d'Ahmed Atef
- 2004 :
  - Halet Hob (État d'amour) de Saad Hindawi
  - Ahla al awkat (Les Meilleurs moments) de Hala Khalil
- 2005 :
  - Les Filles du centre-ville de Mohamed Khan
  - Pile ou Face de Kamla Abu Zekri
- 2006 :
  - Ouija de Khaled Youssef
  - L'Immeuble Yacoubian de Marwan Hamed
  - Game of Love de Mohamed Ali
- 2007 : El Gezira (L'Île) de Sherif Arafa
- 2008 : L'Aquarium (en) de Yousry Nasrallah
- 2009 :
  - Ibrahim Labyad de Marwan Hamed
  - Heliopolis d'Ahmad Abdalla
- 2010 : L'Envie de Khaled El Hagar (en)
- 2011 :
  - Asmaa d'Amr Salama (en)
  - 18 jours d'Ahmad Abdalla
- 2014 :
  - La Mo Akhza (Excuse My French) d'Amr Salama
  - El Gezira 2 (L'Île 2) de Sherif Arafa et Omar Roushdy Hamed

#### Autre long métrage
- 2008 : Whatever Lola Wants de Nabil Ayouch

#### Moyens métrages
- 2006 : Nahar We Leil (Jour et Nuit) d'Islam El Azzazi

#### Courts métrages
- 2001 : One Evening in July de Raja Amari
- 2006 : Sabah El Foll (Quelle bonne journée !) de Sherif El Bendary

### Télévision

#### Séries tunisiennes
- 2005 : Halloula w Slouma (épisode Star Académie) d'Ibrahim Letaïef
- 2009 : Maktoub (saison 2) de Sami Fehri

#### Séries égyptiennes
- 2007 : Lahazat Harega (Critical Moments) de Hossam Ali et Sherif Arafa
- 2008 : Baâd El Foraq (After Parting) de Shereen Adel
- 2010 :
  - A'rd Khas (Special Screening) de Hady Al Bagouri
  - Ayza Atgawez (I Want to Get Married) de Rami Imam : Ola Abd Essabour
- 2012 : Vetigo d'Osman Abou Laban
- 2014 : Embratoreyet Meen (Whose Empire?) de Mariam Abou-Ouf (réalisatrice), Ghada Abdel Aal (en) et Hend Sabri (scénaristes)
- 2015 : Esteefa (Duty Officer) de Hossam Ali et Sherif El Bendary, avec Dorra Zarrouk
- 2017 : Halawet El Donia de Hussein El Menbawy, avec Dhafer El Abidine[13]
- 2022 : Ola cherche sa voie de Ghada Abdel Aal[14]

#### Téléfilms
- 1995 : Le Mouton noir de Francis de Gueltzl, avec Mouna Noureddine

#### Doublage
- 2015 : Qasas El Ayat fil Qur'an (Verses Stories from the Qur'an) de Mostafa Al Faramawi (programme égyptien)

## Émission de télévision
- 2009 : L'Appartement (programme égyptien) : animatrice[15]

## Distinctions

### Récompenses
- Journées cinématographiques de Carthage 1994 : Prix d'interprétation féminine pour Les Silences du palais[4]
- Festival national du film du Caire 2001 : Prix d'interprétation féminine pour Le Citoyen, l'indic et le voleur[4]
- Festival international du film francophone de Namur 2002 : Prix d'interprétation féminine pour Poupées d'argile[4]
- Festival international du cinéma d'auteur de Rabat 2004 : Prix d'interprétation féminine pour Ahla al awkat[4]
- Prix de l'Union des journalistes égyptiens 2005 : Prix de la meilleure actrice pour Ahla al awkat[5]
- Festival du film arabe de Rotterdam 2008 : Prix d'interprétation féminine pour L'Aquarium (en)[16]
- Dear Guest Festival (Égypte) 2011 : Prix de la meilleure actrice de cinéma[17]
- Dear Guest Festival (Égypte) 2014 : Prix de la meilleure actrice de cinéma[18]
- Festival international du film du Caire 2017 : Prix d'excellence Faten Hamama[19]
- Murex d'or 2018 : Prix de la meilleure actrice arabe pour Halawet El Donia[20]
- Festival du film d'El Gouna 2019 : Prix de la meilleure actrice[21]
- Journées cinématographiques de Carthage 2019 : Prix d'interprétation féminine pour Noura rêve[22]

### Décorations
- Grand officier de l'Ordre tunisien du Mérite (2010)[23] ;
- Officier de l'ordre des Arts et des Lettres  (2021)[24] ; chevalier (2014)[9],[25]